# L'equazione
 L'equazione  è il secondo album in studio del cantautore italiano Antonio Maggio, pubblicato il 13 maggio 2014 dalla Universal Music Group.

## Il disco
Il disco viene pubblicato il 13 maggio 2014 con una conferenza stampa. Nel disco è presente Santo lunedì, utilizzato nel programma televisivo Il processo del lunedì, ed il brano omonimo, singolo di lancio del secondo lavoro discografico dell'artista. All'interno del disco troviamo anche una collaborazione con Clementino dal titolo Stanco e la cover La donna riccia, un omaggio a Domenico Modugno.

## Tracce
1. Lo sai che lo so – 3:00
2. L'equazione – 3:26
3. Nell'etere – 3:46
4. Stanco (featuring Clementino) – 2:55
5. Genesi (Mal d'amore) – 3:36
6. Pirindiffi – 4:48
7. Incolume – 2:42
8. Santo lunedì – 3:22
9. La canzone della mosca – 3:23
10. Pompe funebri di Lucrezia – 3:01
11. La donna riccia – 3:15 – originariamente interpretata da Domenico Modugno